# Балунінг
Балунінг — послуга у вигляді здійснення подорожей для туристів на повітряних кулях (теплових повітряних кулях, теплових аеростатах), прогулянках та подорожах на них
. Полягає в переміщенні туристів на повітряних кулях за плату за оговореним або імпровізованим маршрутом. При проведенні балунінга туристи можуть фотографуватися або знімати подорож на відео. Балунінг має проводитися виключно в хороших природних умовах, в іншому разі така подорож створює небезпеку для туристів.Балунінг належить до видів екстремального туризму
.Балулінг розповсюджений в багатьох країнах Європи, така послуга існує і в Україні.